# Nina Provaan Smetanová
Nina Provaan Smetanová (* 1952 Praha) je česká akademická malířka, módní návrhářka a módní prognostička a vysokoškolská pedagožka. Původně se chtěla věnovat především malbě obrazů, ale přes oděvní návrhářství se postupně dostala až k rodinným kořenům a s manželem založila v Praze Muzeum gastronomie.

## Biografie
Nina Provaan Smetanová se narodila v roce 1952 v Praze. Vyrůstala v gastronomické rodině, otec Karel Pinka byl uznávaný znalec gastronomie, pracoval v luxusních hotelech Alcron, Esplanade a Jalta. Matka Alice Pinková byla novinářka a psala kuchařky. Nina se od malička chtěla věnovat malování, ale rodiče byli proti, protože bohémské umělecké prostředí se jim pro dceru nezdálo vhodné. Nakonec si vybrala studium oděvního výtvarnictví na Vysoké škole umělecko-průmyslové v Praze.
Po absolvování nastoupila do Ústavu bytové a oděvní kultury (ÚBOK) v Praze, kde se také prvně zabývala módními prognózami, tvořila nejrůznější kolekce a návrhy pro propagační přehlídky firem Jablonex a Centrotex, které se úspěšně prezentovaly v Evropě i jinde ve světě, například v Tokiu, New Yorku, Casablance a Dubaji. Po návratu z rodičovské dovolené zastávala do roku 1990 místo hlavní návrhářky a vývojářky, publikovala v různých časopisech, vedla semináře, vyučovala na vysokých školách a stala se úspěšnou módní návrhářkou. Navrhovala dokonce uniformy pro personál luxusních hotelů. V devadesátých letech 20. století se s akademickou malířkou Janou Novákovou pustily do soukromého podnikání a založily Studio In. Navrhovaly různé kolekce a pořádaly semináře pro módní návrháře, na kterých informovaly o nových módních trendech.
Pro studenty NCSU (North Carolina State University) vedla od roku 2008 v Praze spolu s manželem Ladislavem Provaanem ateliér oděvního designu. Studenti se během tříměsíční stáže seznámili s historií evropské módy, principy oděvního designu, divadelního kostýmu a módní ilustrace.
Během své kariéry přispívala Nina Provaan do časopisů Žena a móda, Vlasta a Moda revue a spolupracovala s Československou a později Českou televizí i  rozhlasem. Realizace jejích návrhů se prodávaly v Klubu odívání mladých, pro Ústředí lidové umělecké výroby (ÚLUV) vytvořila s akademickou malířkou Evou Jandíkovou úspěšnou kolekci modelů z kanafasu a navrhovala také divadelní kostýmy. Na odborných středních a vysokých školách přednášela o módních trendech, historii módy a módním marketingu. Její modely se nacházejí ve sbírkách Uměleckoprůmyslového muzea v Praze, Severočeského muzea v Liberci a Muzea skla a Bižuterie v Jablonci nad Nisou.
V roce 2009 s manželem vybudovali v Praze Muzeum gastronomie. S nápadem přišla sestra Niny Provaan, která je šéfredaktorkou měsíčníku Food Service. Manžel Ladislav vymyslel scénář, kam zařadil také všeobecnou historii vaření, historii nápojů a další gastronomické zajímavosti. Muzeum otevřeli v roce 2012 po třech letech příprav. Ladislav Provaan, který je vystudovaný scénograf a architekt vypracoval návrh interiéru a je také autorem expozice. Nina Provaan sháněla exponáty, vyhledávala ilustrační obrázky a kompletovala texty.

### Osobní život
Z prvního manželství má syna Karla (* 1979), který vystudoval historii a právo.
V 90. letech, když navrhovala uniformy pro personál hotelu Pupp v Karlových Varech, se seznámila se svým druhým manželem, architektem a scénografem Ladislavem Provaanem, který v té době dokončoval interiéry v Lázních Jáchymov.